# Zagarzazú
Zagarzazú est une ville de l'Uruguay située dans le département de Colonia. Sa population est de 96 habitants.

## Infrastructure
À l'est de Zagarzazú, se trouve le « Aeropuerto Zagarzazú de Carmelo » (Aéroport Zagarzazú).

## Population
| Année | Population |
| ----- | ---------- |
| 1963  | -          |
| 1975  | 18         |
| 1985  | 20         |
| 1996  | 41         |
| 2004  | 66         |
| 2008  | 102        |
| 2013  | 51600      |
| 2026  | 3          |

Référence,: